# Kuppelgrab von Monge
Koordinaten: 38° 46′ 29″ N, 9° 26′ 33,2″ W
Das Kuppelgrab von Monge (portugiesisch Tholos do Monge) liegt etwa fünf Kilometer südwestlich von Sintra in Portugal, auf dem Monge, einem der höchsten Berge der Serra da Sintra. Die Grabarchitektur des Chalkolithikums (2800–2000 v. Chr.) findet in den Tholos einen neuen Ausdruck. Ihr Ursprung ist im Südosten Spaniens dokumentiert, von wo sie sich zur Algarve und in die portugiesische Estremadura ausgebreitet hat.
Das Bauwerk wurde während der Kupferzeit als Blockmauerwerk errichtet, in den Hang gebaut und mit einer Tholos überwölbt. Das Baumaterial besteht aus Granit und Porphyr.
Die runde Kammer hat einen Durchmesser von 4,6 m und ist noch bis zu einer Höhe von 2,5 m erhalten. Der lediglich 2,2 m lange eingezogene Gang (Dromos) zwischen der Kammer und dem halbrunden exedraartigen, aber kaum erhaltenen Vorhof ist am Kammereingang 70 cm breit. Am Ansatz zum Vorhof ist der Gang 1,4 m breit, aber nur noch bis zu einer Höhe von 50 cm erhalten. Unter den kupferzeitlichen Funden, die hauptsächlich aus Keramikfragmenten bestehen, sind auch die von Glockenbechern. Sie befinden sich heute in Lissabon (Museu dos Servios Geológiços). Monge wurde bereits im Jahre 1880 von Carlos Ribeiro (1813–1882) ausgegraben, es gibt jedoch keine Grabungsnotizen.
In der Nähe liegt die Anta de Adrenunes.